# Pagghiaru

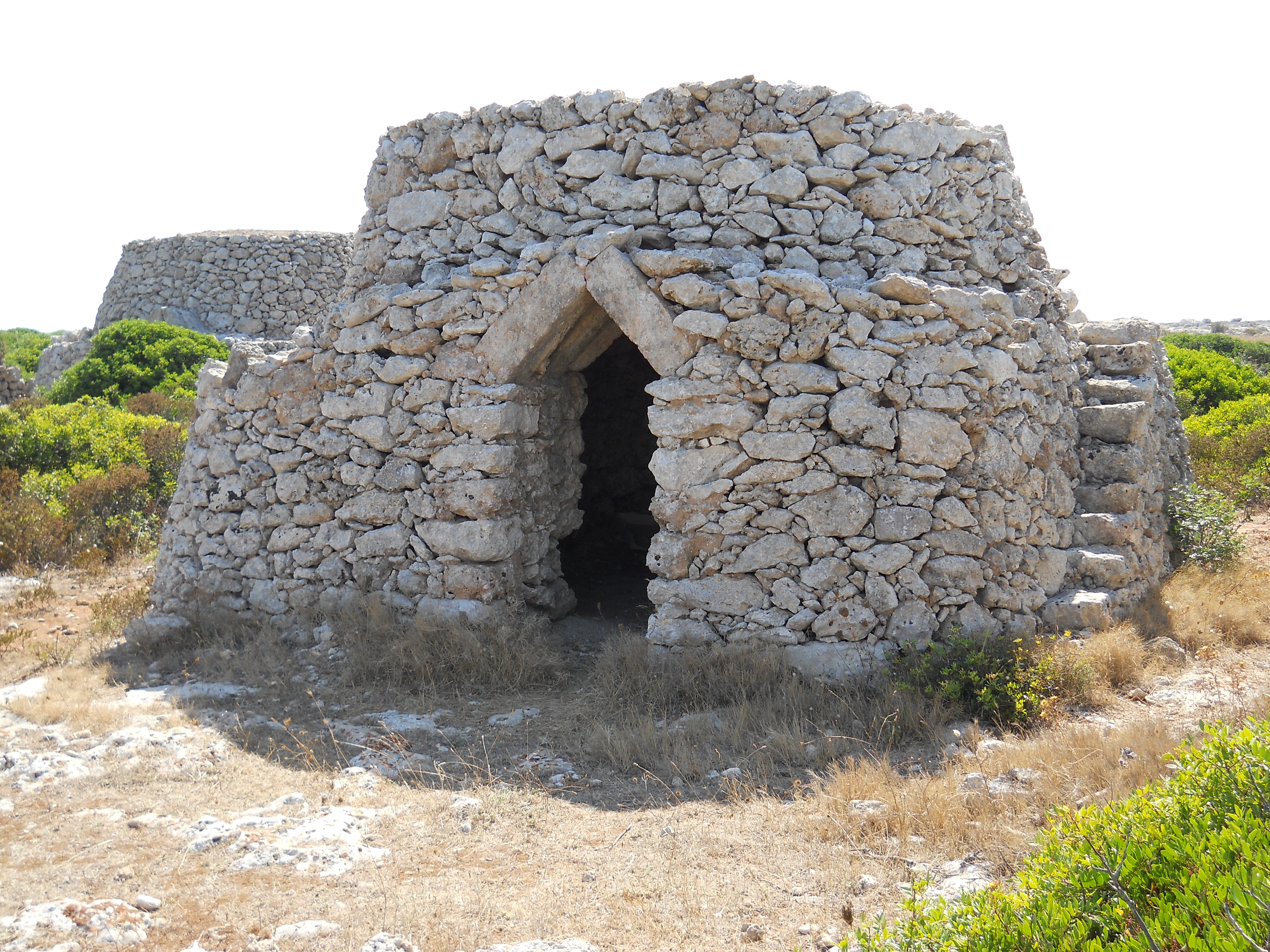
Pagghiaru von Nardò

Pagghiaru (plur. pagghiara) ist die sizilianische Bezeichnung für einen tholosförmigen Bau, der vor allem an der Nordwestflanke des Ätna aber zusammen mit Trulli auch in Apulien vorkommt. Der Name (vgl. ital. pagliaro) bedeutet so viel wie Strohschober.

## Beschreibung
Ein Pagghiaru ist ein aus Trockenmauern errichteter Steinbau auf kreisförmigem Grundriss. Der Eingang ist oft die einzige Öffnung in der Mauer, nur selten sind auch kleine Fensteröffnungen vorhanden. Überdacht ist der Pagghiaru mit einem Krag- bzw. Scheingewölbe. Ähnlich wie bei den Trulli in Apulien und anders als beim Cubburo, einem ähnlichen tholosförmigen Bau, der vorwiegend in den Monti Nebrodi vorkommt, ist das Scheingewölbe bei einem Pagghiaru konusförmig.
Da diese Art von Gebäuden vor allem am Ätna vorkommt, besonders an dessen Nordwestflanke (in den Gebieten der Gemeinden von Bronte, Maletto und Randazzo), sind sie in der Regel aus Lavagestein errichtet. Sie stehen meist auch nicht auf der bloßen Erde, sondern auf einem erstarrten Lavastrom. 
Die Bauform geht ähnlich wie die Trulli in Apulien, die Sesi auf Pantelleria und die  Giren auf Malta auf prähistorische Zeiten zurück. Ob die Bauten ursprünglich als Wohnstätten für die Menschen dienten oder landwirtschaftlich genutzt wurden, z. B. als Unterstände für Vieh oder zum Lagern landwirtschaftlicher Produkte, ist bislang ungeklärt.